# Lorie Pester

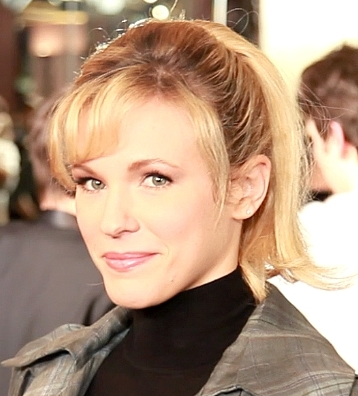
Lorie im Jahr 2012

Lorie Pester (* 2. Mai 1982 in Le Plessis-Bouchard; bürgerlich Laure Pester), früher bekannt als Lorie, ist eine französische Sängerin und Schauspielerin. Schon für ihr erstes Album Près de toi wurde ihr von der SNEP die Auszeichnung Dreifachplatin verliehen.

## Leben und Karriere
Bereits im Alter von drei Jahren nahm sie Tanzunterricht, später widmete sie sich dem Eiskunstlauf. Als vom Sport Begeisterte absolvierte sie das Abitur in dieser Richtung.
Ihr erstes Lied, Près de moi, geschrieben von Johnny Williams und Louis Element, wurde 2000 gratis im Internet veröffentlicht und über 15.000 Mal in einem Monat heruntergeladen, aber es sollte bis zum Jahr 2001 dauern, bis ihr Lied als Single erschien und ein großer Hit wurde. Auch Lories Buch Mes secrets war erfolgreich. Ihr zweites Studioalbum Tendrement wurde überschattet von Streitigkeiten zwischen Johnny Williams und Louis Element betreffend der Urheberrechte, doch es wurde trotzdem wiederum ein Verkaufsschlager.
Auch mit den weiteren Alben und Singles sowie den vielen Auftritten im französischen Fernsehen und den Konzerten blieb Lorie ein Star. 2005 veröffentlichte sie ein Best-of-Album. Im selben Jahr erschien auch ihr viertes Studioalbum Rester la même, welches eine Mischung aus verschiedenen Musikrichtungen beinhaltet, u. a. Pop, Zouk und R’n’B.
Ihr fünftes Studioalbum 2lor en moi? erschien am 26. November 2007. Es wurde in Frankreich, England und Schweden produziert. Lorie nimmt regelmäßig an dem jährlichen Wohltätigkeitskonzert der Les Enfoirés, dem größten Medienereignis in der frankophonen Welt, teil.

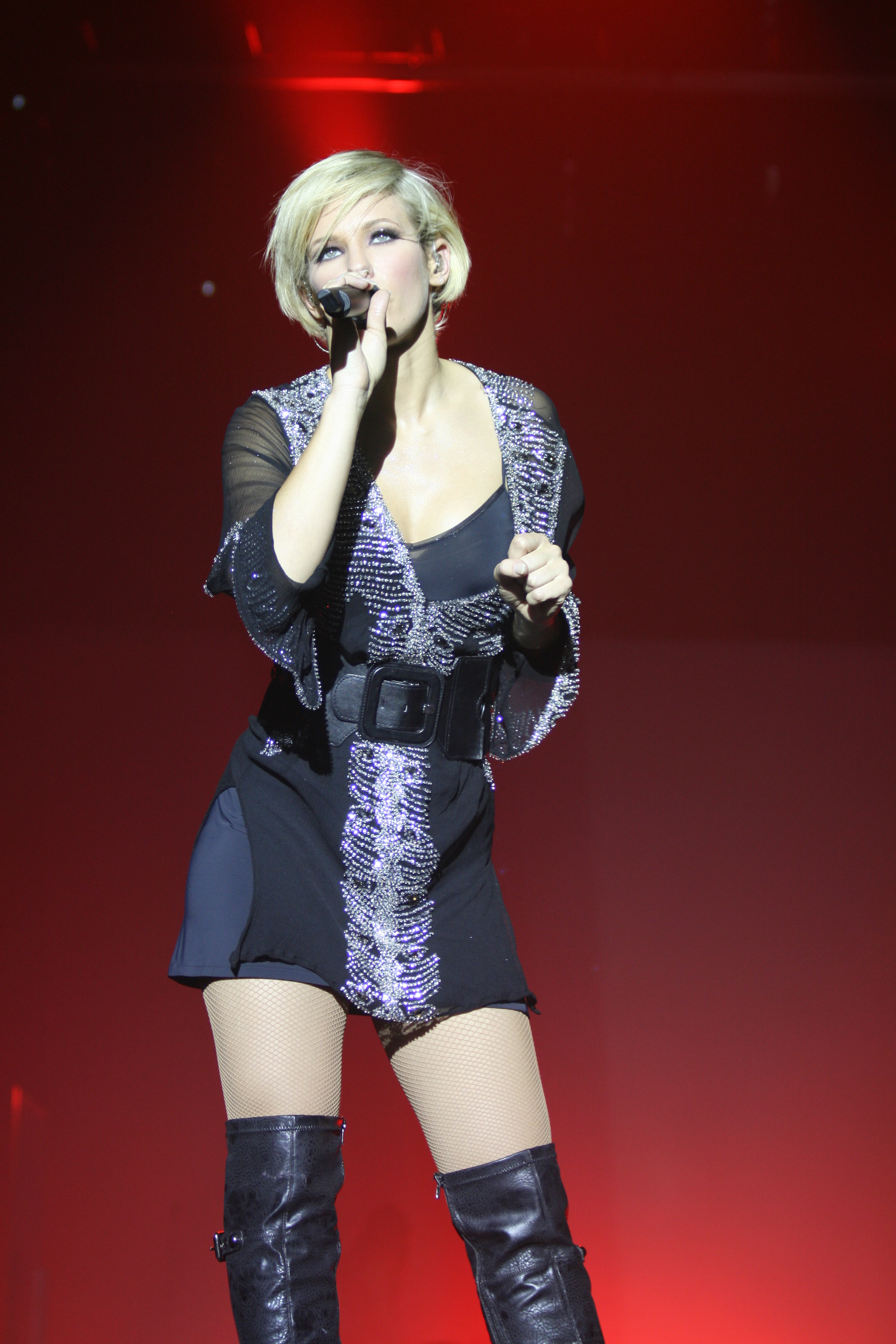
Lorie (2008)

Zum 10-jährigen Jubiläum ihrer Karriere entschied sie sich, ein drittes Buch zu veröffentlichen. Es trägt den Titel Lorie und wurde am 8. Oktober 2009 veröffentlicht. Darin sind 100 seltene und unveröffentlichte Fotos enthalten, unter anderen von Konzerten mit den Les Enfoirés. Der französische Sänger Jean-Jacques Goldman hat das Vorwort des Buchs geschrieben.
Lorie hat in zehn Jahren Karriere mehr als sieben Millionen Alben, eine Million Videoalben und 500.000 Bücher verkauft. Auf vier Tourneen hatte sie eine Million Zuschauer in 265 Konzerten. In einigen Interviews kündigte sie ein neues Album für 2011 an. Die ersten Aufnahmen fanden schon im November 2009 statt. Seit dem 12. Oktober 2010 arbeiten Lorie und ihr Team an dem neuen Projekt.
Anfang August 2011 veröffentlichte Lorie das Cover und den Titel ihrer neuen Single Dita. Diese wurde am 26. August 2011 in den französischsprachigen Ländern veröffentlicht.
An der Tanzshow Danse avec les stars, ausgestrahlt von TF1, nahm Lorie mit Christian Millette im Herbst 2012 teil. Es handelte sich um die dritte Staffel der französischen Version von Strictly Come Dancing. Die beiden erreichten den vierten Platz.

## Diskografie
Studioalben

| Jahr | Titel                | Höchstplatzierung, Gesamtwochen, AuszeichnungChartplatzierungen (Jahr, Titel, Platzierungen, Wochen, Auszeichnungen, Anmerkungen) | Höchstplatzierung, Gesamtwochen, AuszeichnungChartplatzierungen (Jahr, Titel, Platzierungen, Wochen, Auszeichnungen, Anmerkungen) | Höchstplatzierung, Gesamtwochen, AuszeichnungChartplatzierungen (Jahr, Titel, Platzierungen, Wochen, Auszeichnungen, Anmerkungen) | Anmerkungen                                                  |
| Jahr | Titel                | FR | BEW | CH | Anmerkungen                                                  |
| ---- | -------------------- | --- | --- | --- | ------------------------------------------------------------ |
| 2001 | Près de toi          | FR2 ×3Dreifachplatin · (67 Wo.)FR                                                                                                 | BEW8 Gold · (53 Wo.)BEW | CH18 Gold · (31 Wo.)CH | Charteintritt: FR: 3. November 2001 CH: 23. Dezember 2001    |
| 2002 | Tendrement           | FR1 Platin · (69 Wo.)FR | BEW11 Gold · (41 Wo.)BEW | CH13 Gold · (24 Wo.)CH | Charteintritt: FR: 21. September 2002 CH: 29. September 2002 |
| 2004 | Attitudes            | FR1 Platin · (70 Wo.)FR | BEW1 Gold · (48 Wo.)BEW | CH5 Gold · (12 Wo.)CH | Charteintritt: FR: 18. Januar 2004 CH: 1. Februar 2004       |
| 2005 | Rester la même       | FR1 Platin · (44 Wo.)FR | BEW7 (32 Wo.)BEW | CH36 (7 Wo.)CH | Charteintritt: FR: 5. November 2005 CH: 13. November 2005    |
| 2007 | 2lor en moi?         | FR7 Gold · (31 Wo.)FR | BEW23 (25 Wo.)BEW | CH56 (5 Wo.)CH | Charteintritt: FR: 1. Dezember 2007 CH: 9. Dezember 2007     |
| 2011 | Regarde-moi          | FR54 (3 Wo.)FR | BEW33 (1 Wo.)BEW | — | Charteintritt: FR: 26. November 2011                         |
| 2012 | Danse                | FR62 (4 Wo.)FR | BEW57 (14 Wo.)BEW | — | Charteintritt: FR: 10. November 2012                         |
| 2017 | Les choses de la vie | FR57 (4 Wo.)FR | BEW114 (2 Wo.)BEW | — | Charteintritt: FR: 25. November 2017                         |

## Tourneen
- 2002–2003: Lorie Live Tour
- 2004: Week End Tour
- 2006: Live Tour 2006
- 2008: Le Tour 2Lor[6]

## Filmografie
Neben der Musik arbeitet sie seit 2008 auch als Schauspielerin unter dem Namen Lorie Pester. Ihre erste Rolle als Schauspielerin bekam sie im Fernsehfilm De feu et de glace. In diesem spielt sie unter anderem mit Christophe Malavoy, Nadia Fossier und Annie Gregorio. Am 20. April 2009 wurde der Film auf dem französischen Sender TF1 ausgestrahlt; mehr als 6 Millionen Personen haben ihn gesehen. Ende 2008 spielte Lorie in einer Folge der US-Fernsehserie Schatten der Leidenschaft mit. Anfang 2010 drehte sie mit dem französischen Schauspieler Alain Delon den Fernsehfilm Un mari de trop. Dieser wurde von ca. 7,5 Millionen Zuschauern gesehen.
Ihre erste Spielfilm-Rolle hatte Lorie im Jahr 2014 unter der Regie von Jean-Marc Minéo. Im Actionfilm Blut der Sonne, einem in Algerien und im Oman spielenden B-Movie, ist sie Sanya, die Killerin von Gangsterboss Slimane. Ihr zweiter Spielfilm Dragon Blade ist ein Hongkong-Film mit Jackie Chan. In einer kleineren Nebenrolle tritt sie als persische Königin auf.

### Schauspielerin
| Jahr | Titel                     | französischer Titel     | Rolle             | Klassifikation           |
| ---- | ------------------------- | ----------------------- | ----------------- | ------------------------ |
| 2008 | De feu et de glace        | De feu et de glace      | Alexia Moreno     | Fernsehfilm/DVD          |
| 2008 | Schatten der Leidenschaft | Les Feux de l’amour     | Juliette          | Fernsehserie, eine Folge |
| 2010 | Un mari de trop           | Un mari de trop         | Stéphanie Vasseur | Fernsehfilm              |
| 2013 | Joséphine, ange gardien   | Joséphine, ange gardien | Claire Laffite    | Fernsehserie, eine Folge |
| 2014 | Blut der Sonne            | Les Portes du soleil    | Sanya             | Spielfilm/DVD            |
| 2015 | Dragon Blade              | Dragon Blade            | persische Königin | Spielfilm/DVD            |

### Synchronsprecherin
| Jahr | Rolle     | französischer Titel                 | deutscher Titel                                   |
| ---- | --------- | ----------------------------------- | ------------------------------------------------- |
| 2002 | Margalo   | Stuart Little 2                     | Stuart Little 2                                   |
| 2004 | Violette  | Les Indestructibles                 | Die Unglaublichen – The Incredibles               |
| 2008 | Clochette | La Fée Clochette                    | Tinker Bell                                       |
| 2009 | Clochette | Clochette et la Pierre de lune      | Tinkerbell – Die Suche nach dem verlorenen Schatz |
| 2010 | Clochette | Clochette et l’Expédition féerique  | Tinkerbell – Ein Sommer voller Abenteuer          |
| 2012 | Clochette | Clochette et le Secret des fées     | Das Geheimnis der Feenflügel                      |
| 2014 | Clochette | Clochette et la Fée pirate          | Tinkerbell und die Piratenfee                     |
| 2015 | Clochette | Clochette et la Créature légendaire | Tinkerbell und die Legende vom Nimmerbiest        |

## Theater
Vom 12. Januar bis zum 27. Februar 2016 war Lorie erstmals auch auf der Bühne eines Theaters zu sehen. In der Komödie Pygmalion spielte sie am Pariser Théâtre 14 sieben Wochen lang die Hauptrolle der Eliza Doolittle.
| Jahr | Stück     | Rolle           | Regie             | Spielstätte       |
| ---- | --------- | --------------- | ----------------- | ----------------- |
| 2016 | Pygmalion | Eliza Doolittle | Ned(eljko) Grujic | Théâtre 14, Paris |

## Auszeichnungen
- 2003: Prix Rolf Marbot für den Song J’ai besoin d’amour[23]
- 2003: Einweihung der Wachsfigur von Lorie im Musée Grévin[24]
- 2003: World Music Award als beste französische Künstlerin Pop/Rock des Jahres (12. Oktober 2003)[25]
- 2009: Hit machine d’or für Play als das beste Electro-Musikvideo des Jahres